# Reflexe (czasopismo)
Reflexe – czeskie czasopismo naukowe, poświęcone zagadnieniom filozofii i teologii. Zostało założone przez Ladislava Hejdánka w 1985 roku. W latach 1985–1989 pismo było drukowane i rozprowadzane w podziemny sposób. Legalnie ukazuje się od 1990 roku. Publikuje prace oryginalne, przeglądy piśmiennictwa krajowego i zagranicznego, przekłady tekstów słynnych myślicieli zachodnich. Redaktorem naczelnym jest Jakub Čapek.